# 김만호

김만호(1965년생)은 신경과학자이자 서울대학교병원 신경과 교수이다. 한국형 치매 분류표 MMSE-K (Mini Mental Status Examination - Korea)를 미국에서 도입하여 정립하였다. 대한민국 헌팅턴병 연구의 기초를 세웠다.

## 학력
- 2000~2002 서울대학교 의과대학 신경과학교실 박사
- 1993~1995 서울대학교 의과대학 약리학교실 석사
- 1984~1990 서울대학교 의학사

## 경력
- 2010.09.27 ~ 2012.02.28	컬럼비아 대학에서 장기 연수
- 2010 ~ 현재	서울대학교 의과대학 신경과학교실 교수
- 2005 ~ 2010	서울대학교 의과대학 신경과학교실 부교수
- 1999 ~ 2005	서울대학교 의과대학 신경과학교실 조교수
- 1996 ~ 1999	Harvard Medical School, MGH Neurology, Postdoc
- 1995 ~ 1996	Dept. of Neurology, University of Florida, Postdoc
- 1991 ~ 1995	서울대학교병원 신경과 전공의
- 1990 ~ 1991	서울대학교병원 인턴

## 학술 활동
- 2017 ~          NPG Scientific Reports 편집자문위원[1]
- 2014.01.01	한국줄기세포학회 이사 및 편집위원
- 2014.01.01	대한유전학회 학술위원
- 2004 ~ 2006	대한두통학회 학술이사[2]
- 2009 ~	International J of Stem Cells Editorial Board
- 2008 ~ 2010	한국줄기세포학회 총무이사[3]
- 2006 ~ 2010	J of Clinical Neurology Editorial Board
- 2004 ~ 2010	대한신경과학회 편집위원, BRIC 한국을 빛낸 사람들.[4]
- Google Scholar[5]